# Moschee des Neshat Pasha

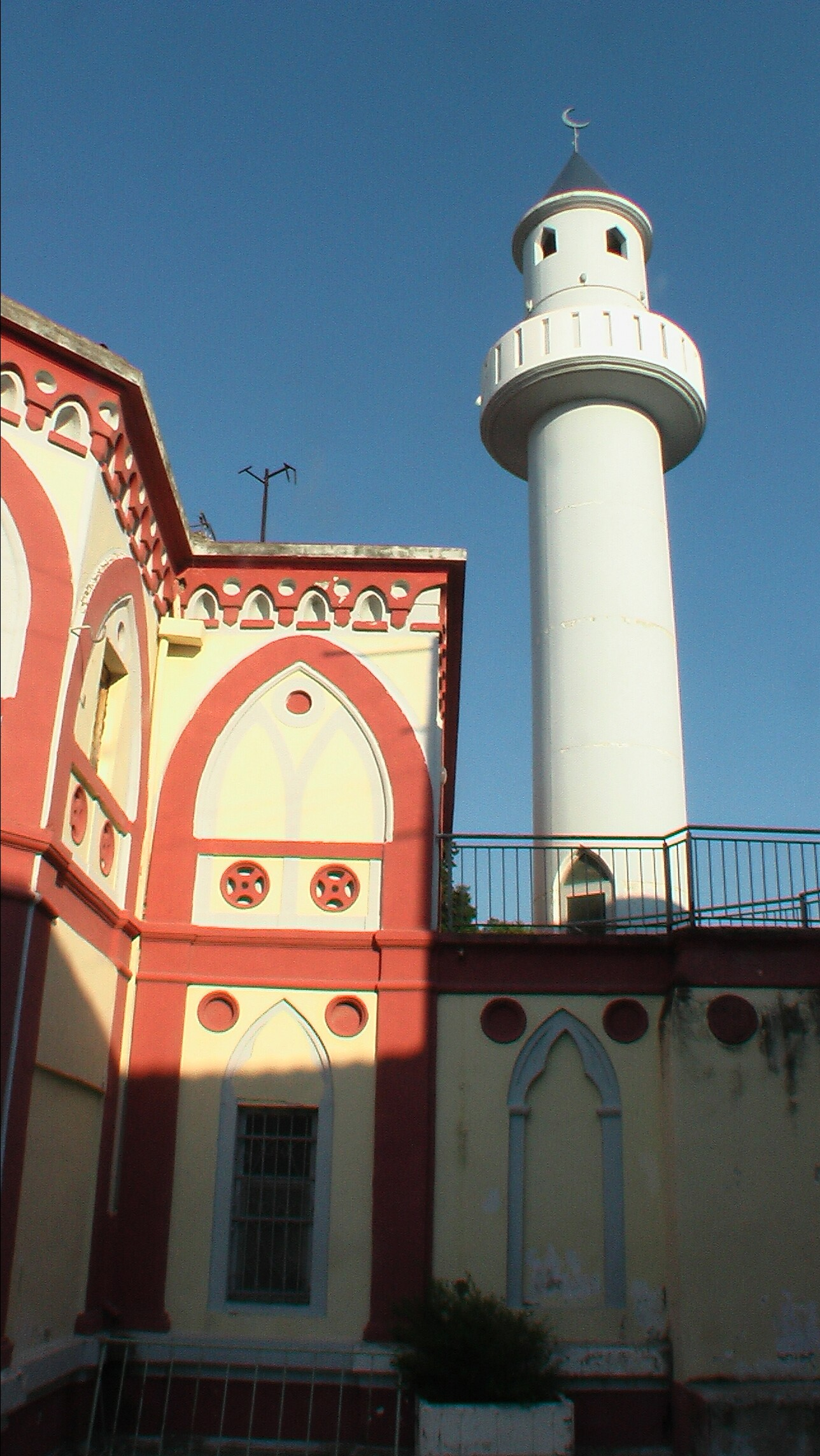
Moschee des Neshat Pashaj

Die Moschee des Neshat Pasha (albanisch Xhamia e Neshat Pashait oder Xhamia e Neshat Pashës), auch bekannt als Rote Moschee (Xhamia e Kuqe), ist eine Moschee in der südalbanischen Stadt Vlora. Die Moschee wurde vom Onkel des Staatsgründers Ismail Qemalis auf den Fundamenten einer alten Moschee wiedererrichtet. Sie steht im historischen Zentrum der Stadt etwa 100 Meter nordöstlich des zentralen „Flaggenplatzes“ (Sheshi i Flamurit) und dient als Hauptmoschee der Stadt.

## Vorgängerbau
Der alte Vorgängerbau, die Rote Moschee, wurde nach der Eroberung Albaniens durch das Osmanische Reich im Jahr 1523 von Sheh Jakubi erbaut.

## Neubau
Neshat Pashaj aus der Familie der Beys von Vlora ließ am Ort der Moschee von Jakubi eine neue Moschee errichten. Die Quellen sind sich bezüglich Zeitpunkt der Errichtung nicht einig und geben zum Teil 19. Jahrhundert, zum Teil 1925 an. Die neue Moschee sticht durch ihre einzigartigen architektonischen Elemente hervor, die sie von vielen Moscheen in Albanien unterscheidet. Der Stil entspricht mehr einer nordafrikanischen Moschee als einer südosteuropäischen.
Während der von der chinesischen Kulturrevolution beeinflussten Kampagne des staatlich verordneten Atheismus unter dem kommunistischen Diktator Enver Hoxha ab 1967 wurde die Moschee geschlossen. Das fein verzierte einzigartige Minarett und die Türbe davor, die als Grab von Neshat Pashajs Familie diente, wurden zerstört, während die gesamte Innenausstattung der Moschee, die aus dem Königreich Ägypten stammte, geplündert wurde. Der Bau wurde bis 1991 als Räumlichkeit eines städtischen Versorgungsunternehmens genutzt. Alle anderen historischen Moscheebauten der Stadt mit Ausnahme der Muradie-Moschee wurden gänzlich vernichtet.
In den 1990er Jahren, nach dem Ende der kommunistischen Diktatur, wurde die Moschee wiederhergerichtet und als Gotteshaus genutzt.

## Restaurierung

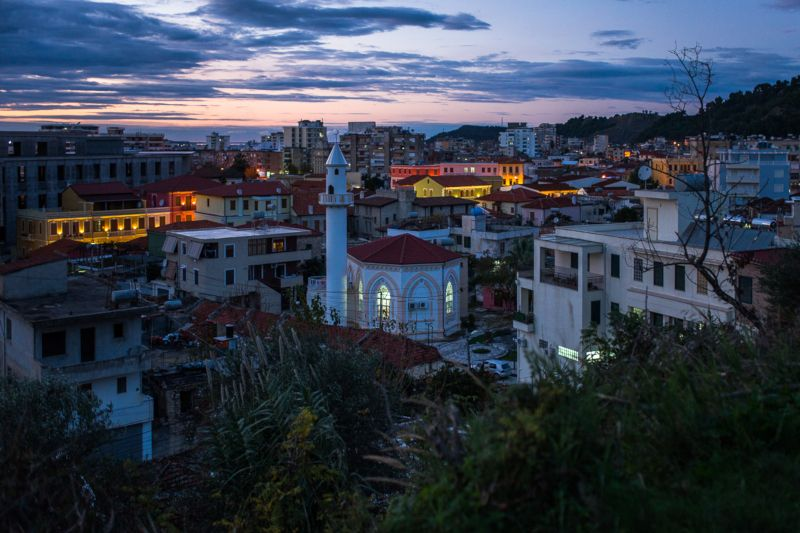
Rückseite der Moschee zwischen den Häusern von Vlora

2009 wurde die Moschee mit finanzieller Hilfe eines lokalen Geschäftsmanns wieder restauriert und vor dem weiteren Zerfall bewahrt: Ein neues Minarett wurde errichtet, das Innere ausgestattet und die Fassade restauriert. Das neu errichtete Minarett ist jedoch freistehend, nüchtern und eher billig errichtet worden und orientiert sich nicht am Original. Der Sockel des ursprünglichen Minaretts steht nun weiterhin als Anbau da. An der Feier zum Abschluss der Sanierung nahm der Großmufti der Muslimischen Gemeinschaft Albaniens (KMSh), Haxhi Selim Muça, teil.